# (59417) Giocasilli
(59417) Giocasilli est un astéroïde de la ceinture principale.

## Description
(59417) Giocasilli est un astéroïde de la ceinture principale. Il fut découvert le 5 avril 1999 à San Marcello Pistoiese par Andrea Boattini et Luciano Tesi. Il présente une orbite caractérisée par un demi-grand axe de 2,39 UA, une excentricité de 0,10 et une inclinaison de 7,1° par rapport à l'écliptique.

## Compléments